# Helen Bernard
Helen Bernard Stilling (* 11. August 2005) ist eine argentinische Leichtathletin, die sich auf den Hürdenlauf spezialisiert hat.

## Sportliche Laufbahn
Erste Erfahrungen bei internationalen Meisterschaften sammelte Helen Bernard im Jahr 2021, als sie bei den U18-Südamerikameisterschaften in Encarnación in 14,58 s den vierten Platz im 100-Meter-Hürdenlauf belegte und über 400 m Hürden mit 1:03,87 min auf Rang fünf gelangte. Zudem gewann sie mit der argentinischen 4-mal-100-Meter-Staffel in 48,06 s die Bronzemedaille. Im Jahr darauf belegte sie bei den Jugend-Südamerikaspielen in Rosario in 14,20 s den fünften Platz über 100 m Hürden und gewann in 1:03,12 min die Bronzemedaille im 400-Meter-Hürdenlauf. Anschließend gewann sie bei den U18-Südamerikameisterschaften in São Paulo in 13,79 s die Silbermedaille über 100 m Hürden und sicherte sich in 1:02,67 min die Bronzemedaille über 400 m Hürden. Zudem gewann sie im Staffelbewerb in 48,92 s die Bronzemedaille. 2023 gewann sie bei den U20-Südamerikameisterschaften in Bogotá in 14,02 s die Bronzemedaille über 100 m Hürden und sicherte sich in 1:00,11 min die Bronzemedaille über 400 m Hürden. Zudem gewann sie mit der 4-mal-400-Meter-Staffel in 3:52,10 min die Bronzemedaille. Anschließend belegte sie bei den U20-Panamerikameisterschaften in Mayagüez in 14,30 s den vierten Platz über 100 m Hürden und gelangte mit 1:01,72 min auf Rang sechs über 400 m Hürden. Im Jahr darauf siegte sie in 13,82 s über 100 m Hürden bei den U20-Südamerikameisterschaften in Lima und gewann in 1:00,19 min die Bronzemedaille über 400 m Hürden. Zudem gewann sie mit der 4-mal-400-Meter-Staffel in 3:45,22 min die Silbermedaille und belegte mit der 4-mal-100-Meter-Staffel in 47,01 s den vierten Platz. Anschließend schied sie bei den U20-Weltmeisterschaften ebendort mit 14,07 s und 1:01,24 min jeweils in der ersten Runde über beide Hürdendistanzen aus und verpasste mit der 4-mal-400-Meter-Staffel mit 3:47,10 min den Finaleinzug. Im September siegte sie in 60,02 s über 400 m Hürden bei den U23-Südamerikameisterschaften in Bucaramanga und sicherte sich über 100 m Hürden in 13,64 s die Bronzemedaille hinter der Kolumbianerin Luciana Zapata und Lays Rodrigues Silva aus Brasilien. 2025 gewann sie bei den Hallensüdamerikameisterschaften in Cochabamba in 8,29 s die Silbermedaille im 60-Meter-Hürdenlauf hinter der Brasilianerin Ketiley Batista und sicherte sich mit der 4-mal-400-Meter-Staffel in 4:08,20 min die Silbermedaille hinter dem bolivianischen Team.
2024 wurde Bernard argentinische Meisterin im 100- und 400-Meter-Hürdenlauf.

## Persönliche Bestzeiten
- 100 m Hürden: 13,58 s (+1,0 m/s), 1. November 2024 in Asunción
  - 60 m Hürden (Halle): 8,29 s, 23. Februar 2025 in Cochabamba
- 400 m Hürden: 60,02 s, 28. September 2024 in Bucaramanga